# Gerolsteiner Kalkmulde

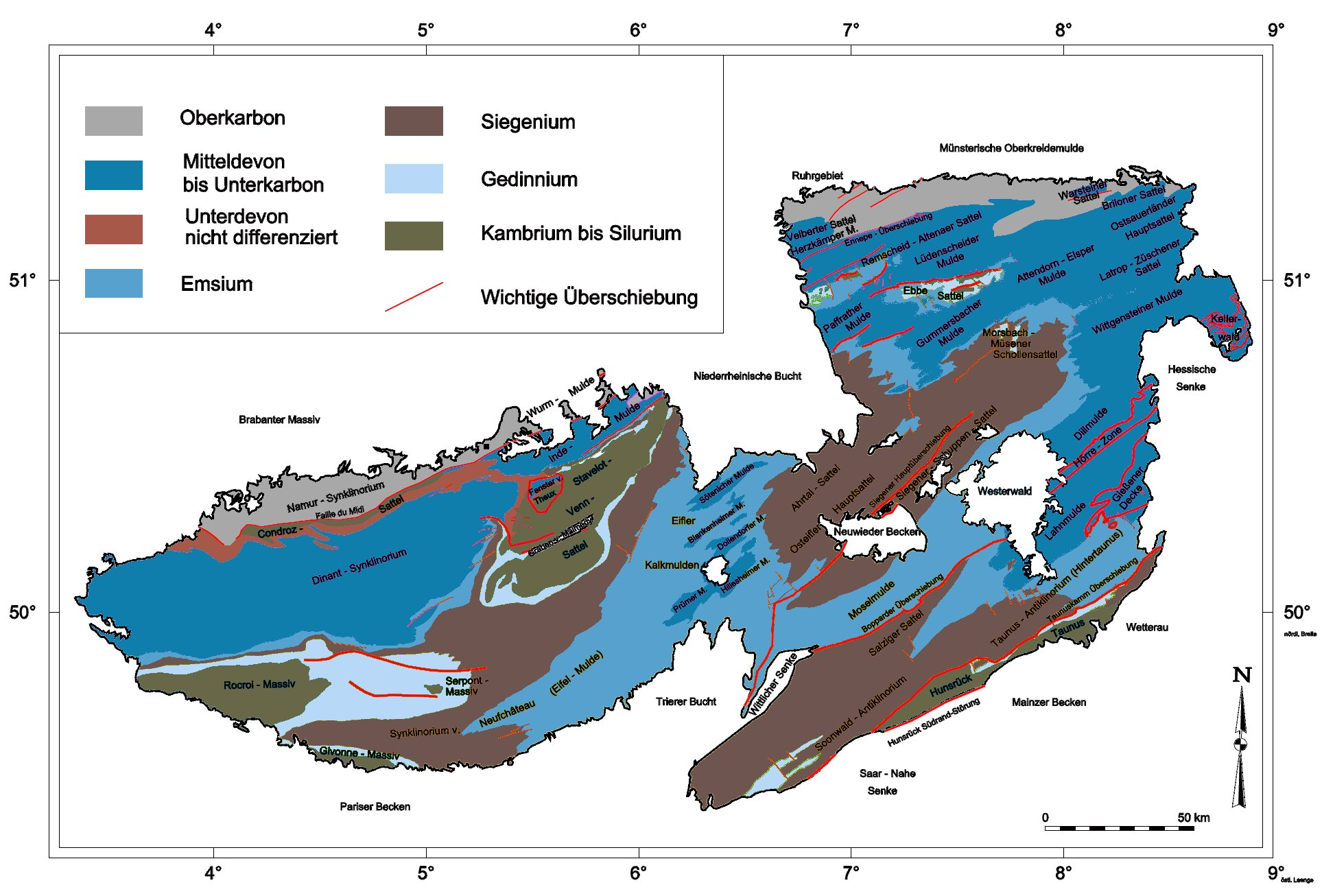
Die Kalkmulden der Eifel auf der Linie zwischen niederrheinischer Bucht im Norden und Trierer Bucht im Süden.

Die Gerolsteiner Kalkmulde oder Gerolsteiner Mulde ist ein Landschaftsraum am südlichen Ende der Kalkeifel, die der Eifel zugeordnet wird. Die Gerolsteiner Mulde ist eine der kleinsten Eifler Kalkmulden. Im tief eingeschnittenen Tal der Kyll zwischen Pelm und Lissingen erheben sich bis zu 100 Meter über dem Talgrund die Gerolsteiner Dolomiten, ein devonisches Kalkriff, das von den ausgestorbenen Rugosen, Tabulaten und Stromatoporen gebildet wurde, mit der Hustley, der Munterley und dem Auberg. Sie dominieren das Ortsbild von Gerolstein.

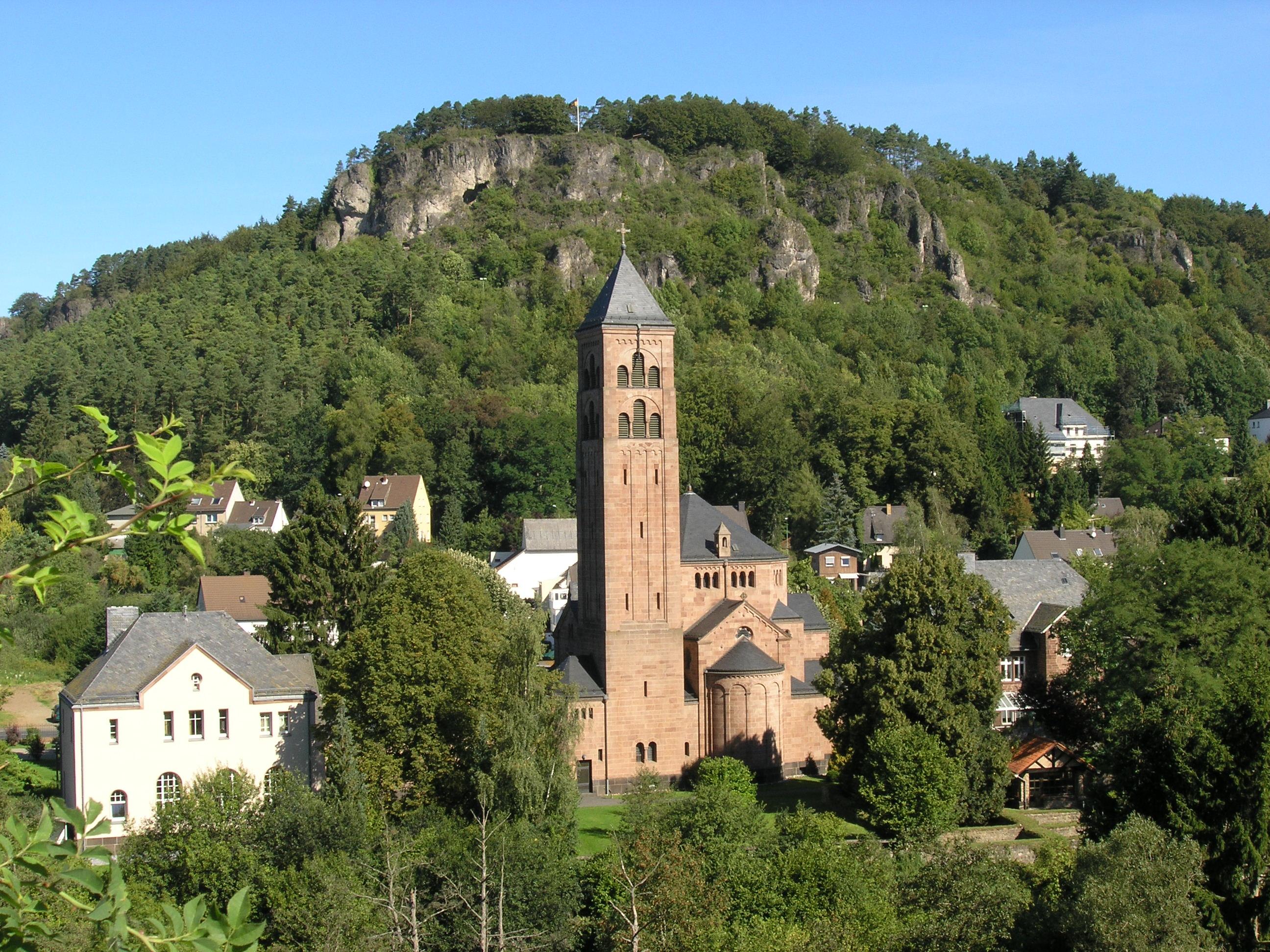
Munterley im Hintergrund, Gerolsteiner Erlöserkirche im Vordergrund

Im 19. Jahrhundert gab es Pläne, die Felsformationen abzubauen und zur Schotterherstellung zu verwenden. Die Pläne wurden nicht realisiert, seit 1990 steht das Gebiet Auberg, Munterley, Hustley, Papenkaule und Juddenkirchof unter Naturschutz.

## Geographie und Geologie
Die Gerolsteiner Kalkmulde liegt rund 1/3 westlich und 2/3 östlich der Ortschaft Gerolstein, südlich der Hillesheimer Kalkmulde, von der sie durch den Essinger Sattel getrennt ist. Nach Westen trennt das Gebiet des Birresborner Sattelgebiets die Prümer Kalkmulde, nach Süden der gleiche Höhenzug die kleine Salmerwald-Kalkmulde von der Gerolsteiner. Nach Nordwesten geht das Kalkmuldengebiet, wie die Südspitze der Hillesheimer und die Nordostecke der Prümer Kalkmulde, unklar in das Oberbettinger Buntsandsteingebiet über. Dort überlagern Reste triassischer Sedimente die devonischen Schichten. Wie alle Eifelkalkmulden verläuft die Gerolsteiner Kalkmulde grob von Südwesten nach Nordosten. In dieser Richtung, etwa vom Gerolsteiner Ortsteil Hinterhausen bis nach Hohenfels, ist die Mulde rund zwölf Kilometer lang.:17 An der breitesten Stelle zwischen den Gerolsteiner Ortsteilen Gees und Bewingen ist sie rund fünf Kilometer breit.:17
Die Formationen entstanden aus kalkhaltigen Ablagerungen aus einem warmen, devonischen Meer in nicht allzu großer Tiefe. Durch Einspülung von magnesiumreichem Wasser wurde der kohlensaure Kalk durch kohlensaures Magnesium ersetzt und es entstand das härtere Dolomitgestein. Dolomitisierung geschieht in der Pseudomorphose, bei der der leichter lösliche kohlensaure Kalk (CaCO3) ausgelaugt wird und sich kohlensaures Magnesium (MgCO3) anreichert. Das Gestein wird dabei zuckerkörnig und zunehmend porös bis lückig. Fossilien verlieren dadurch ihre klaren Formen und können zunehmend schwer identifiziert werden oder werden gar zerstört. An einigen Orten wurde das Gesteins industriell abgebaut, beispielsweise im Kalkwerk von Pelm.
Im Bereich der Gerolsteiner und der Hillesheimer Kalkmulde kreuzt der von Nordwesten nach Südosten, ungefähr von Ormont bis Bad Bertrich, verlaufende Streifen der westlichen Vulkaneifel die Kalkeifel. Dort befindet sich nicht nur eine Ballung von tertiären Schichtvulkanen (ca. 43 Millionen bis ca. 25 Millionen Jahre alt), sondern auch Reste des deutlich jüngeren quartärem Vulkanismus (Alter ca. 8.400  bis ca. 570.000 Jahre). Der Vulkanismus durchstieß die devonischen Schichten. An den Kontaktflächen von kalkreichem devonischem Detritus und vulkanischen Materialien entstanden viele für Mineralogen und Sammler interessante Minerale.

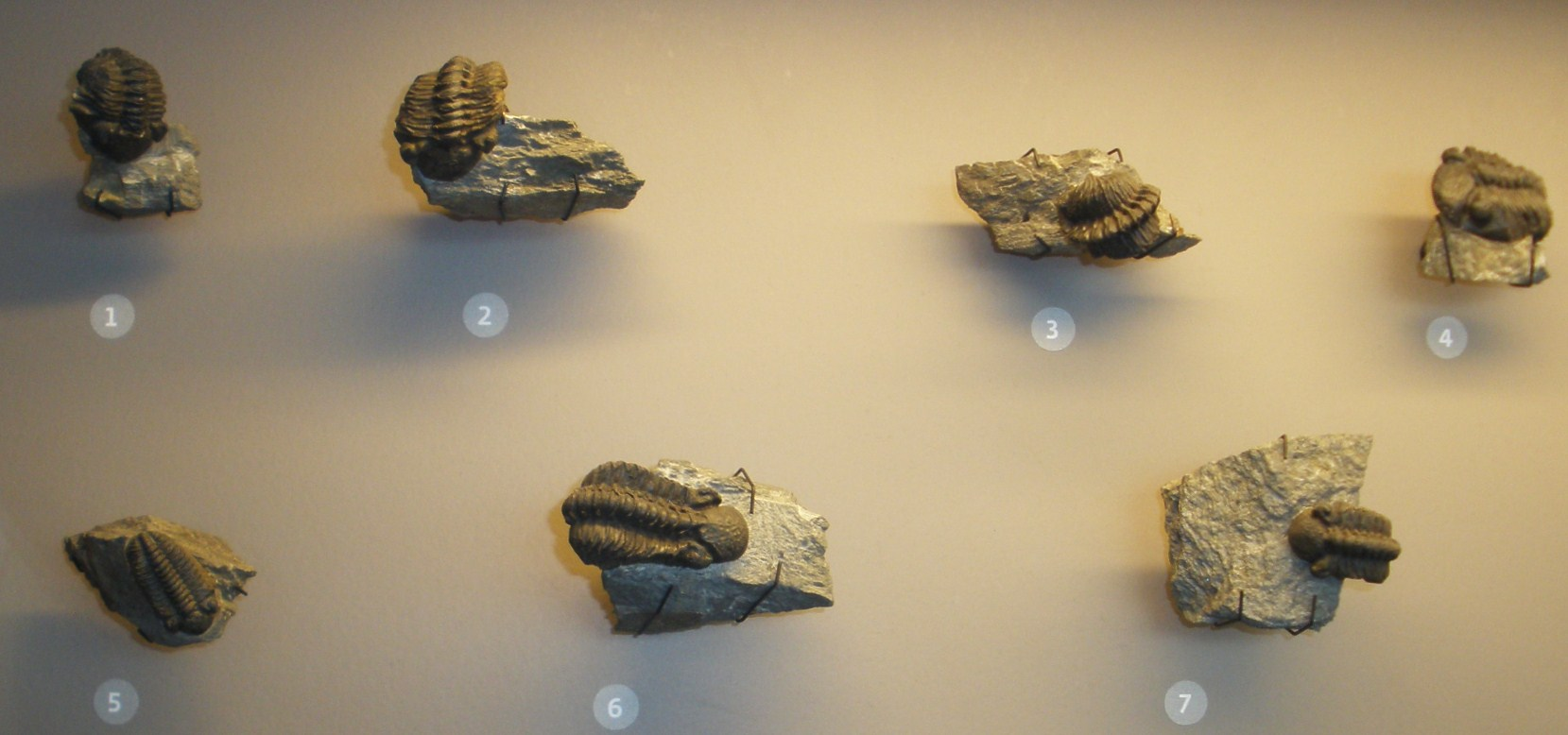
Geesops sparsinodosus gallicus - Trilobit benannt nach Gees

Spätestens seit Anfang des 20. Jahrhunderts ist die Gerolsteiner Mulde ein bekanntes Fundgebiet für zum Teil spektakulär gut erhaltenen Fossilien aus dem Givetium, also dem Mitteldevon, insbesondere Crinoiden. In der Mulde befindet sich auch einer der berühmtesten Fossilfundpunkte weltweit, die Trilobitenfelder bei Gees, am alten Weg nach Salm. Die ca. 17 ha ausgedehnten Trilobitenfelder sind seit 1984 ein ausgewiesenes Naturschutzgebiet und das Sammeln von Fossilien ist dort verboten. Im dortigen Mergelkalk gefundene Trilobitenpanzer sind teilweise so gut erhalten, dass ihre Farben bestimmt werden können. Die Felder sind seit dem Anfang des 19. Jahrhunderts bekannt und erhielten Besuch unter anderem von Alexander von Humboldt, der dort so erfolgreich Trilobiten sammelte, dass er angeblich Bauernfrauen ihre Wollstrümpfe abkaufte, um die Ausbeute seiner Suche abtransportieren zu können.

## Landschaftsbild

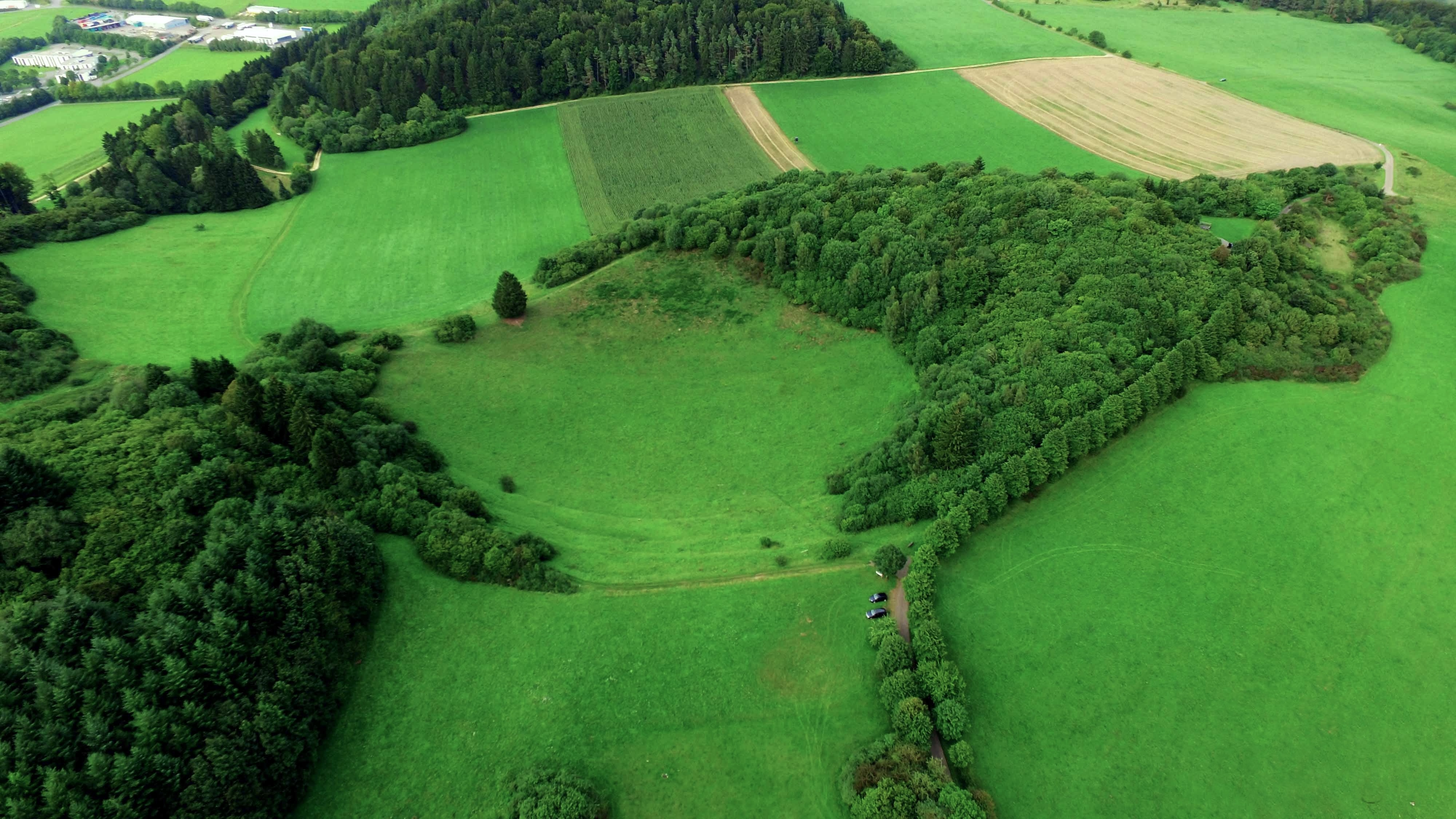
Papenkaule an der Kreuzung von Kalk- und Vulkaneifel

Die devonischen Formationen werden um Gerolstein teilweise von Resten des quartärem Vulkanismus in der Eifel überlagert. Eine solche Formation trennt auch die südwestlich gelegene Prümer Kalkmulde von der Gerolsteiner Mulde. Unmittelbar neben der Munterley befindet sich ein vulkanischer Explosionstrichter, die Papenkaule. Der Lavaaustritt erfolgte aber nicht aus der Papenkaule, sondern aus der Hagelskaule, einem Nebenkrater, und erstreckt sich, die devonische Formation überlagernd, als Sarresdorfer Lavastrom talwärts zur Kyll hin, wo der Lavastrom vom Bahndamm durchbrochen wird.

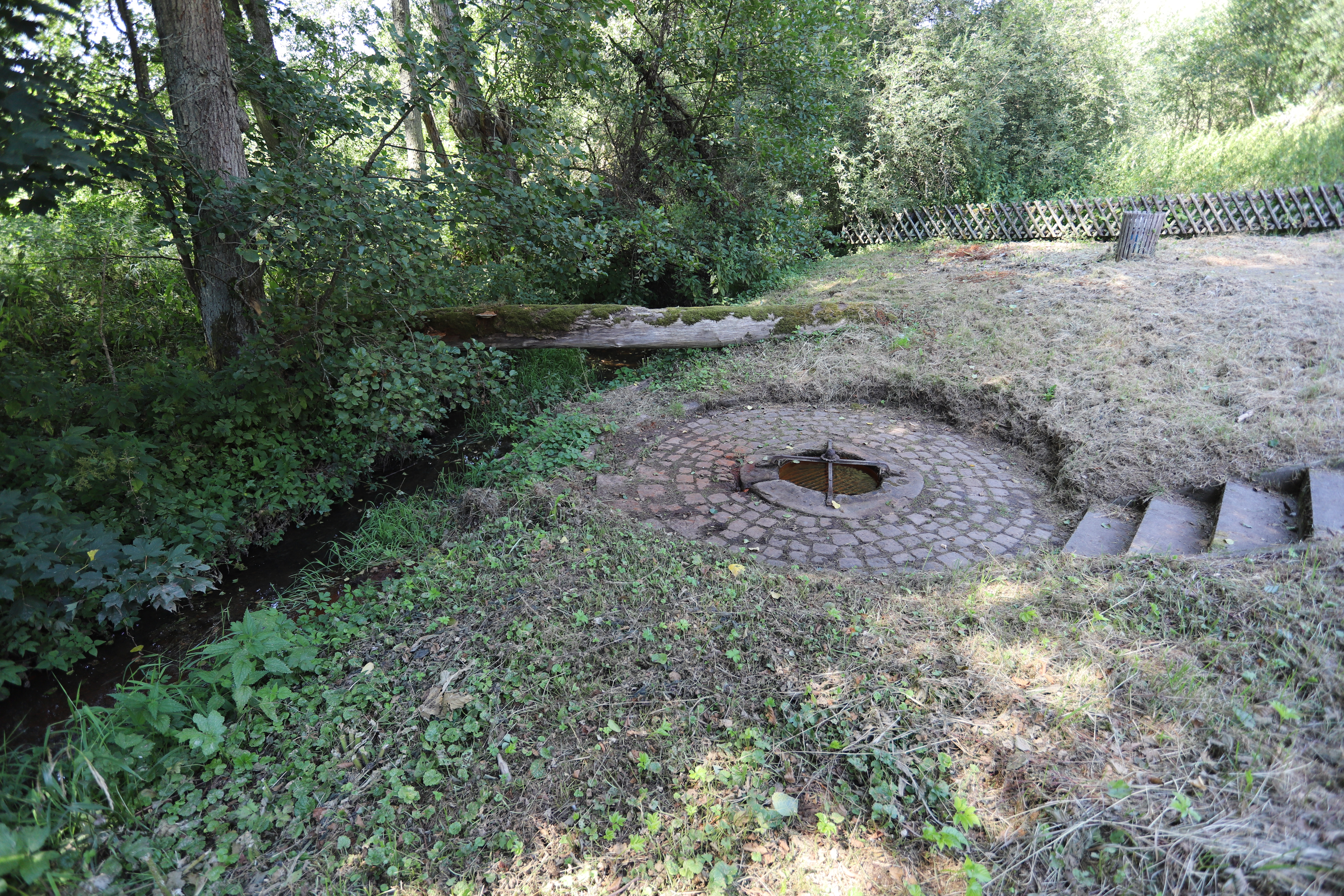
Brubbeldrees kohlensäurehaltige Mineralquelle neben der B410 bei Lissingen

Vulkanische Bergformen dominieren nach Osten den Horizont. Spuren des Vulkanismus befinden sich in den häufig vorkommenden kohlesäurehaltigen Mineralquellen (mundartlich Drees), die auch industriell genutzt werden, teilweise auch offen zugänglich sind, beispielsweise abseits der Bundesstraße 410 vor Lissingen oder bei Gees.